# Кіскань
Кіскань, Кіскані (рум. Chiscani) — село у повіті Бреїла в Румунії. Входить до складу комуни Кіскань.
Село розташоване на відстані 166 км на північний схід від Бухареста, 10 км на південь від Бреїли, 125 км на північний захід від Констанци, 28 км на південь від Галаца.

## Населення
За даними перепису населення 2002 року у селі проживали 3904 особи.
Національний склад населення села:
| Національність | Кількість осіб | Відсоток |
| -------------- | -------------- | -------- |
| румуни         | 3725           | 95,4%    |
| цигани         | 177            | 4,5%     |

Рідною мовою назвали:
| Мова      | Кількість осіб | Відсоток |
| --------- | -------------- | -------- |
| румунська | 3725           | 95,4%    |
| циганська | 165            | 4,2%     |
| турецька  | 12             | 0,3%     |